# Emiliano Zapata (Cihuatlán)
Emiliano Zapata es una localidad del estado mexicano de Jalisco. Es parte del municipio de Cihuatlán.

## Toponimia
El nombre de la localidad rinde homenaje a Emiliano Zapata, héroe de la Revolución mexicana.

## Demografía
| Gráfica de evolución demográfica |
|                                  |

| Censo | Población |
| ----- | --------- |
| 1970  | 143       |
| 1980  | 744       |
| 1990  | 894       |
| 2000  | 1 589     |
| 2010  | 1 831     |
| 2020  | 2 255     |